# 아무도 모른다
《아무도 모른다》(誰も知らない 다레모시라나이[*], Nobody Knows)는 2004년 8월 7일에 개봉된 고레에다 히로카즈 감독의 일본 영화이다.

## 개요
1988년에 일어난 스가모 아이 방치 사건을 소재로, 고레에다 히로카즈 감독이 15년의 구상 끝에 만만의 준비를 마치고 영상화한 작품이다. 엄마가 실종된 후, 힘든 상황 속에서도 어린 동생을 돌보는 장남의 모습을 통해 가족과 우리 사회에 대해 그린 영화다. 일본에서는 주연을 맡은 야기라 유야가 2004년 칸 영화제에서 사상 최연소이자 일본인으로는 처음으로 최우수 남우주연상을 획득해 화제가 되었다. 또 키네마 준보와 플랑드르 영화제 작품상 등 일본 내외 영화 상을 다수 수상하며 2004년 일본 영화 가운데 높은 평가를 받은 작품 중 하나이다.
스가모 아이 방치 사건은 모티브이며, 영화가 실제 사건과 일치하지는 않는다.

## 줄거리
젊은 어머니와 네 아이가 도쿄의 작은 아파트에 이사 온다. 집주인에게는 장남 아키라만이 알려져 있으며, 아키라와 어머니 케이코는 막내 남매인 시게루와 유키를 여행 가방에 숨겨 아파트로 들여온다. 누나 쿄코는 기차를 타고 따로 온다. 각 아이는 다른 아버지를 두고 있다. 어머니는 아이들이 학교에 가거나 다른 사람들에게 보이도록 허락하지 않으며, 오직 아키라만이 밖에 나가는 것이 허락된다.
몇 달 후, 케이코는 아키라에게 새 남자친구가 생겼고, 결혼하면 아이들이 정상적인 삶을 살 수 있을 것이라고 말하지만, 아키라는 의심하는 듯하다. 경고 없이 케이코는 집을 떠나 몇 달 동안 돌아오지 않으며, 아이들에게 소량의 돈만 남긴다. 아키라는 어쩔 수 없이 임대료와 다른 비용을 지불하고 어린 동생들을 돌봐야 한다. 돈이 떨어지자 아키라는 유키의 생물학적 아버지일지도 모르는 여러 남자들을 찾아가 돈을 요구한다.
마침내 케이코는 돌아와 아이들에게 선물을 가져오지만, 곧 다시 떠난다. 크리스마스까지 돌아오겠다고 약속했지만 그 약속을 깨고, 그녀가 돌아오지 않은 채 계절은 새해로, 그리고 봄으로 바뀌어 아키라와 쿄코는 대리 부모 역할을 하게 된다. 아키라는 그녀가 이미 결혼하여 자신들을 영원히 떠났다는 증거를 곧 찾지만, 동생들에게는 말하지 않는다. 다시 돈이 떨어져 더 이상 임대료를 낼 수 없게 되고, 편의점에서 값싼 음식으로 연명한다. 유키의 생일날, 그녀는 기차역에서 어머니를 기다리러 밖에 나가고 싶다고 말한다. 남매는 함께 즐거운 하루를 보내고, 어머니는 돌아오지 않지만, 아키라는 유키에게 언젠가 도쿄 모노레일을 타고 도쿄 국제공항에서 비행기가 이륙하는 것을 보러 갈 것이라고 약속한다.
아키라는 게임 아케이드에서 또래 소년 두 명과 친구가 되고, 그들은 가족의 아파트를 자주 방문하여 게임을 하고 거칠게 논다. 아키라는 동생들을 소홀히 하기 시작한다. 아파트는 아무도 청소하거나 다른 허드렛일을 하지 않아 엉망이 된다. 어느 날 아키라와 두 소년이 편의점에 가자, 그들은 아키라에게 물건을 훔치라고 부추긴다. 아키라는 거부하고, 두 소년은 그를 떠난다. 몇 달 후, 두 소년이 중학교에 입학하자 아키라는 그들의 학교에 들러 놀러 가자고 초대하지만, 그들은 거부하고, 아키라는 그들이 자신의 집에서 쓰레기 냄새가 난다고 말하는 것을 엿듣는다. 미안한 마음에 아키라는 동생들을 근처 공원으로 데려가 놀게 하고 편의점에서 사탕과 장난감을 사준다. 그들은 아파트 베란다에 즉석 라면 컵에 야생화 씨앗을 심어 정원을 만들기 시작한다.
결국 아파트의 전기, 가스, 수도가 모두 끊긴다. 아이들은 몸을 씻기 위해 공원 화장실을 사용하고 그곳의 수도꼭지에서 물을 사용하기 시작한다. 이 중 한 번의 방문에서 시게루는 수업을 빼먹고 있는 고등학생 사키와 대화를 시작하고, 이는 그녀와 남매 사이의 우정으로 발전하며, 그녀는 그들을 방문하여 아키라와 쿄코가 가족을 돌보는 것을 돕기 시작한다. 그러나 그녀가 미성년자 성매매를 통해 얻은 돈을 아키라에게 제공하여 재정적 어려움에서 벗어나도록 돕으려 하자, 아키라는 이를 거절하고 도망친다.
여름이 다가오면서 아이들은 돈이 거의 없고 지쳐간다. 아키라는 어느 날 중학교 야구 경기를 보러 나간다. 팀 코치가 그를 발견하고, 선수가 부족하여 그에게 대타로 뛰라고 요청한다. 아키라는 경기에 참여하여 야구를 즐긴다. 그가 자리를 비운 사이, 유키는 무언가를 잡으려다 의자에서 떨어져 죽는다. 아키라는 사키를 다시 찾아가 마침내 그녀의 재정 지원 제안을 받아들이고, 그들은 유키가 가장 좋아하는 초콜릿 사탕을 찾을 수 있는 만큼 많이 사서 유키의 시신과 함께 여행 가방에 넣는다. 사키의 도움으로 아키라는 여행 가방을 도쿄 국제공항 활주로 근처의 들판으로 가져간다. 그들은 앉아서 비행기가 착륙하는 것을 지켜본 다음, 아키라와 사키는 무덤을 파고 여행 가방을 묻는다. 그리고 나서 그들은 아파트로 돌아오고, 영화는 아키라, 쿄코, 시게루, 사키가 여전히 함께 집으로 걸어가는 장면으로 끝난다. 사키는 이제 유키가 예전에 하던 긴 양갈래 머리처럼 양갈래 머리를 하고 있다.

## 출연
- 아키라 - 야기라 유야
- 레이코 - 유
- 교코 - 기타우라 아유
- 유키 - 시미즈 모모코
- 시게루 - 기무라 히에이
- 히로야마 준(편의점 점원) - 가세 료
- 나카노부(편의점 점장) - 히라이즈미 세이
- 스기하라(택시 기사) - 기무라 유이치
- 교바시 - 엔도 겐이치
- 소년야구팀 감독 - 데라지마 스스무

## 수상
제57회 칸 영화제
- 남우주연상 - 야기라 유야

플랑드르 영화제
- 작품상

시카고 영화제
- 금상

제78회 키네마 준보 베스트 10
- 일본 영화 베스트 10 제1위
- 독자가 뽑은 일본 영화 베스트 10 제1위
- 독자가 뽑은 일본 영화 감독상 - 고레에다 히로카즈
- 여우조연상 - 유
- 신인남우상 - 야기라 유야

제47회 블루리본상
- 작품상
- 감독상 - 고레에다 히로카즈